# Pietà de Trédrez-Locquémeau
La Pietà de l'église de Saint-Quémeau à Trédrez-Locquémeau, une commune du département des Côtes-d'Armor dans la région Bretagne en France, est une pietà datant de la fin du XVIIe siècle. La sculpture en bois polychrome a été inscrite monument historique au titre d'objet le 29 août 1978.